# Station Moresnet
Station Moresnet was een spoorwegstation langs spoorlijn 39 (station Welkenraedt - station Botzelaer) in Moresnet, een deelgemeente van de gemeente Plombières. Hier takte ook spoorlijn 39A af naar station Kelmis in Neutraal Moresnet.
0,0: Welkenraedt ·
3,0: Henri Chapelle ·
Birken ·
1,2: Montzen Village ·
2,5: Montzen · /
8,3: Moresnet ·
11,0: Plombières ·
17,1: Gemmenich ·
18,0: Botzelaer